# Herbert Schenkelberg
Herbert Schenkelberg (* 1952 in Herschbach) ist ein deutscher Richter und Verwaltungsjurist. Er war bis Januar 2014 Polizeipräsident des Polizeipräsidiums Düsseldorf. Seitdem ist er Abteilungsleiter Justizvollzug im NRW-Justizministerium. Im September 2017 wurde er in den Ruhestand verabschiedet.
Schenkelberg wurde 1952 im Westerwald geboren. Er studierte Rechtswissenschaften an der Universität Bonn, welches er 1978 mit dem 1. Staatsexamen beendete. Im Jahr 1980 absolvierte er sein 2. Staatsexamen. Im Anschluss an sein Referendariat war er als wissenschaftlicher Assistent beim Institut für Öffentliches Recht der Universität Bonn, bevor er als Richter an das Verwaltungsgericht in Köln wechselte, wo er fünf Jahre blieb.
Er wechselte Ende 1987 als Referatsleiter in das nordrhein-westfälische Justizministerium, wo er auch hauptamtlicher Prüfer im Landesjustizprüfungsamt wurde. Nach seiner Zeit im Justizministerium wurde er zum Richter am Oberverwaltungsgericht berufen. Anfang 1992 wechselte er als Ministerialrat in das Innenministerium, wo er zunächst als Referatsleiter in den Abteilungen Verfassungsschutz tätig war, bevor er im Jahr 1994 in die Abteilung Polizei wechselte. Anschließend war er als Kabinett- und Landtagsreferent sowie als persönlicher Referent des Staatssekretärs tätig. Auf Vorschlag des damaligen Landesinnenministers Fritz Behrens wurde er am 1. März 2000 zum Polizeipräsidenten Essen ernannt. Zum 1. April 2006 wurde er Nachfolger von Michael Dybowski als Polizeipräsident von Düsseldorf. Sein Nachfolger als Polizeipräsident ist Norbert Wesseler.
Zudem ist Schenkelberg seit 1987 als Prüfer im zweiten Juristischen Staatsexamen tätig; seit 1999 ist er Vorsitzender einer Prüfungskommission. Im Jahr 2009 war er Lehrender an der Universität Bielefeld.